# Монтањола (Козенца)
Монтањола је насеље у Италији у округу Козенца, региону Калабрија.
Према процени из 2011. у насељу је живело 450 становника. Насеље се налази на надморској висини од 911 м.